# Gheorghe Vela
Gheorghe Vela (n. 26 martie 1976) este un senator român, ales în 2024 din partea POT.